# Gustav Leonhardt
Gustav Leonhardt (Graveland, Països Baixos, 30 de maig de 1928 - 16 de gener de 2012), clavecinista i director d'orquestra neerlandès.
Leonhardt és considerat un dels pioners en el "moviment historicista", iniciat a la dècada de 1960 i basat en la interpretació de música renaixentista, barroca i clàssica seguint criteris històrics i utilitzant instruments d'època.
De 1947 a 1950 va estudiar orgue i clavicèmbal a la Schola Cantorum Basiliensis de Basilea.
Com a professor del conservatori d'Amsterdam, on va tenir alumnes com Siebe Henstra, ha influït poderosament en la generació posterior de músics neerlandesos, que han fet d'aquest país un dels centres més importants en la interpretació "historicista". També creà els grups Leonhardt-Consort i Leonhardt Baroque Ensemble. Juntament amb Nikolaus Harnoncourt, emprengué el 1971 la gravació de totes les cantates de Johann Sebastian Bach, completada el 1990.
La seva darrera actuació va ser al Theatre des Bouffes de París el 12 desembre 2011.

## Premis i reconeixements
- Va rebre el Premi Erasmus per la seva contribució a la construcció d'Europa.